# 가도마미나미역
가도마미나미역(일본어: 門真南駅, かどまみなみえき)은 일본 오사카부 가도마시에 있는 철도역이다. 이 역은 지하철 나가호리쓰루미료쿠치선의 종착역 기능을 하고 있다. 역 번호는 N27이다.

## 역 구조
섬식 승강장 1면 2선의 지하역이다. 개찰구는 1개소. 지상에 버스터미널이 있어서 오사카 시영 버스 외, 게이한 버스의 가도마시역 방면 등의 버스 노선이 다니고 있다.
| 1·2 | ■ 나가호리쓰루미료쿠치선 | 교바시·신사이바시·다이쇼 방면 |

## 역세권 정보
- 나미하야 돔
- 미츠이 아울렛파크 오사카 쓰루미
- 오사카 부도 2호 주오 환상선
- 가도마 운전 면허 시험장
- 목사회복귀 요법 병원
- 긴키자동차로 가도마 교차로
- 미시마 신사

## 역사
- 1997년 8월 29일: 영업 개시.
- 2011년 10월 31일: 스크린도어 사용 개시.

## 인접역
| ■ 오사카 메트로 나가호리쓰루미료쿠치선 | ■ 오사카 메트로 나가호리쓰루미료쿠치선 | ■ 오사카 메트로 나가호리쓰루미료쿠치선 |
| -------------------------------------- | -------------------------------------- | -------------------------------------- |
| N26 쓰루미료쿠치 다이쇼 방면           |                                        | 시·종착역                              |